# Український науково-практичний центр ендокринної хірургії, трансплантації ендокринних органів і тканин МОЗ України
Український науково-практичний центр ендокринної хірургії, трансплантації ендокринних органів і тканин МОЗ України (скорочено УНПЦЕХ ТЕОіТ МОЗ України) (англ. Ukrainian scientific and practical center of endocrine surgery, transplantation of endocrine organs and tissues of The Ministy of Health of Ukraine (USPCES TEO&T)) — є головною установою Міністерства охорони здоров’я України, що надає високоспеціалізовану медичну допомогу населенню України з ендокринології та ендокринної хірургії, як дорослим так і дітям, в тому числі й із злоякісними новоутвореннями, у разі виникнення ускладнень та наявної супутньої патології. Стаціонарну медичну допомогу щороку отримують близько 2500 осіб. Кожного року близько 12 000 пацієнтів вперше звертаються в консультативну поліклініку УНПЦЕХ ТЕОіТ МОЗ України, а кількість відвідувань наших фахівців становить понад 70 000 на рік.
Центр здійснює наукову, медичну та освітню діяльність.
УНПЦЕХ ТЕОіТ МОЗ України створений відповідно до:
- Указу Президента України від 19 листопада 1994 року № 694/94,[2]
- Постанови Кабінету Міністрів від 17 грудня 1994 року № 845,
- Наказу Міністерства охорони здоров'я України від 16 грудня 1994 року № 307

як головна науково-дослідна установа Міністерства охорони здоров'я України з питань ендокринології, ендокринної хірургії та трансплантації ендокринних органів і тканин.

## Історія
Український науково-практичний центр ендокринної хірургії, трансплантації ендокринних органів і тканин МОЗ України заснований відповідно до Указу Президента України 19 листопада 1994 року № 694/94 «Про Український науково-практичний центр ендокринної хірургії, трансплантації ендокринних органів і тканин» — головна науково-дослідна установа Міністерства охорони здоров'я України , що надає високоспеціалізовану медичну допомогу населенню України з ендокринології, ендокринної хірургії та трансплантації ендокринних органів і тканин.

## Директори
1. Комісаренко Ігор Васильович (1994 — 1999 рр.) — доктор медичних наук, професор, член-кореспондент Академії медичних наук України, Заслужений діяч науки і техніки України.
2. Малижев Вадим Олексійович (1999 — 2001 рр.) — доктор медичних наук, професор.
3. Ларін Олександр Сергійович (2001 — 2018 рр.) — доктор медичних наук, професор, Заслужений лікар України.
4. Товкай Олександр Андрійович (з 2018 року) — доктор медичних наук, професор, Заслужений лікар України, лікар-хірург вищої категорії, лікар-онколог

## Видавнича діяльність
УНПЦЕХ ТЕОіТ МОЗ України забезпечує видання наукового медичного журналу «Clinical endocrinology and endocrine surgery / Клінічна ендокринологія та ендокринна хірургія».

## Напрямки та специфіка діяльності
УНПЦЕХ ТЕОіТ МОЗ України — це установа ендокринологічного профілю, де впроваджуються у практику як власні розробки, так і елементи світового досвіду хірургічного та терапевтичного лікування хворих.

###### Основний напрямок діяльності УНПЦЕХ ТЕОіТ МОЗ України
Мультидисциплінарний підхід в наданні якісної та висококваліфікованої медичної допомоги пацієнтам з ендокринною патологією з урахуванням найкращого світового та вітчизняного досвіду, розробка та впровадження сучасних методів профілактики, діагностики, лікування й реабілітації ендокринних захворювань в тісній співпраці клініки, та науки.

###### Унікальність УНПЦЕХ ТЕОіТ МОЗ України
- Якість лабораторних досліджень відповідає міжнародним стандартам.
- Термін отримання результатів лабораторних досліджень  — від 3 годин до 1 доби.
- Єдина спеціалізована установа, в якій у переважній більшості випадків протягом однієї доби проводяться усі необхідні обстеження пацієнта, з отриманням результатів досліджень та з подальшою кваліфікованою консультацією лікаря, при потребі з консиліумом докторів медичних наук, професорів для встановлення діагнозу і тактики подальшого ведення пацієнта.
- Клініка Центру має замкнутий цикл надання медичної допомоги при ендокринній патології. Достовірність діагностичної інформації досягається  наявністю власного діагностичного й  лабораторного оснащення, патоморфологічного та цитологічного відділень. Можливість імуногістохімічного дослідження цитологічного й гістологічного матеріалу, та наявність експрес-діагностичного дослідження під час операції в  - дозволяє забезпечити адекватність об´єму оперативного втручання.
- У хірургічному відділенні щороку виконується понад 1200 операцій на щитоподібній залозі у дорослих і дітей, з яких кожна друга з приводу раку. На доопераційному етапі впроваджено маркування лімфатичних вузлів, уражених метастазами раку щитоподібної залози, для полегшення їх ідентифікації під час операції.  При цьому  - в тиреоїдній хірургії впроваджена низькопотокова і безопіоїдна анестезія.
- В практичну діяльність впроваджено комплекс заходів спрямованих на профілактику післяопераційних ускладнень: інтраопераційний та післяопераційний нейромоніторінг гортанних нервів. Розроблено та впроваджено унікальні методики попередження таких специфічних ускладнень як гіпокальціємія та лімфорея.
- Єдина установа, в якій виконується неселективна і селективна реіннервація гортані. Лікування периферичних післяопераційних двобічних та однобічних пошкоджень гортанних нервів здійснюється із застосуванням методу нейро - м'язової електрофонопедичної стимуляції гортані.
- Вперше в Україні Центром запроваджено метод оперативного лікування пацієнтів з ендокринною орбітопатією.
- Серед закладів охорони здоров’я України оперативні втручання в Центрі з приводу різних форм гіперпаратиреозу мають найбільшу кількість (до 120 – 130 операцій на рік), що може бути порівняно із провідними медичними закладами Європи. Застосування комплексу заходів топічної діагностики (УЗД, СКТ) та дослідження паратгормону протягом першої доби після операції підвищило ефективність лікування таких пацієнтів до європейського рівня.
- Єдина установа, в якій хворим на цукровий діабет, що мають незворотнє ускладнення «діабетична стопа» надається в повному обсязі високоспеціалізована і висококваліфікована допомога (амбулаторна, стаціонарна допомога - відділення діабетичної стопи, відділення інтервенційної кардіології та радіології).
- Відділення інтервенційної кардіології та радіології Центру проводить діагностичні та лікувальні операції на артеріях шиї та голови, артеріях серця, артеріях нижніх кінцівок та інших судинних басейнів, в рамках комплексної допомоги пацієнтам з цукровим діабетом і іншою ендокринною патологією.
- Відділ дитячої ендокринології був першим в Україні, де почали впроваджувати специфічну генетичну діагностику ендокринних захворювань у дітей, що в ряді випадків змінювало діагноз і тактику лікування. Завдяки співпраці з  провідними генетичними клініками світу відділ дитячої ендокринології єдиний в Україні проводить безкоштовне генетичне обстеження дітей:  - Із вродженим гіперінсулінізмом - Із неонатальним цукровим діабетом і MODY - Із різними формами порушення розвитку статі.
- Набуває розвиток телемедичного консультування дітей з ендокринною патологією з різних регіонів України за представленням дитячих ендокринологів.
- Єдина установа, що проводить експрес-фарбування цитологічних та гістологічних препаратів під час проведення тонколголкової аспіраціїної пункційної біопсії (ТАПБ) та експрес-гістологічне дослідження під час проведення операцій на ендокринних органах та лімфатичних вузлах.
- Єдина установа, що проводить цитохімічне дослідження ДАП IV (диметил-амінопептидаза-4) для визначення злоякісності клітин при новоутвореннях щитоподібної залози та лімфатичних вузлів, також імуногістохімічні та імуноцитохімічні дослідження з антитілами до тиреоглобуліну, кальцитоніну; НВМЕ-1 (маркер мезотеліоми) та ядерного Кі-67 (маркер проліферації клітин).

## Структура
В структурі Центру функціонують клінічні та наукові підрозділи

###### Клінічні підрозділи
- Консультативна поліклініка
- Відділення променевої діагностики
- Відділення ультразвукової та функціональної діагностики
- Відділення ендоскопічної діагностики
- Патологоанатомічне відділення
- Відділення цитології
- Клініко-діагностична лабораторія
- Хірургічне відділення
- Ендокринологічне відділення
- Відділення діабетичної стопи
- Відділення інтервенційної кардіології та радіології
- Відділення анестезіології та інтенсивної терапії

###### Наукові підрозділи
- Відділ дитячої ендокринології
- Відділ нейроендокринології та загальної ендокринології
- Відділ профілактики, лікування цукрового діабету та його ускладнень
- Відділ ендокринної хірургії
- Відділ репродуктивної медицини та хірургії
- Відділ патології

## Спеціалісти  УНПЦЕХ ТЕОіТ МОЗ України
- Ендокринолог
- Дитячий ендокринолог
- Ендокринний хірург
- Хірург (відділення діабетичної стопи)
- Гінеколог
- Кардіолог
- Офтальмолог
- Отоларинголог
- Невропатолог
- Серцево-судинний хірург
- Гастроентеролог
- Терапевт
- Дерматолог
- Уролог
- Ортопед-травматолог
- Лікарі функціональної діагностики
- Психолог
- Стоматолог

## Діагностичні можливості УНПЦЕХ ТЕОіТ МОЗ України
- Ультразвукові дослідження:  щитоподібної та прищитоподібних залоз, молочних залоз, орбіт, органів черевної порожнини та заочеревинного простору, органів малого тазу, кістково-м’язевої системи
- Тонкоголкова пункційна біопсія щитоподібної залози
- Еластографія щитоподібної залози
- Еластографія печінки та стеатометрія
- ЕХО-КГ
- Допплерівське дослідження судин
- ЕКГ, холтер-ЕКГ та холтер-АТ
- Комп’ютерна томографія високої роздільної здатності  (в т.ч. з контрастуванням)
- Денситометрія
- Рентгенографія
- Маммографія
- Ангіографія судин (балонна ангіопластика та стентування)
- Езофагогастродуоденоскопія
- Колоноскопія (під знеболенням)
- Лабораторні обстеження (широкий спектр досліджень включає близько 300 показників (кров, сеча та ін. біологічні середовища):
- Гормональні дослідження
- Біохімічні дослідження
- Загально-клінічні дослідження ( в т.ч.група крові та резус фактор; вірусні гепатити, сифіліс, ВІЧ-інфекція (експрес-тести), тощо)
- Цитологічне дослідження (біопсійний матеріал)
- Цитоморфологічне дослідження
- Гістологічне дослідження